# Storloken (Alanäs socken, Jämtland)
Storloken är en sjö i Strömsunds kommun i Jämtland och ingår i Ångermanälvens huvudavrinningsområde.